# Nyigina
Nyigina är ett australiskt språk som talades av 50 personer år 1981. Nyigina talas i norra delen av Western Australia. Nyigina tillhör den nyulnyulanska språkfamiljen.